# Niccolò Pietro Bargellini
Niccolò Pietro Bargellini (* 1630 in Bologna; † 24. September 1694 in Rom) war ein katholischer Patriarch und italienischer Diplomat.

## Biografie
Als Sohn des Ippolito absolvierte er das Studium der in Utroque iure (Doktor beider Rechte) und zog nach Rom, wo er seine kirchliche Laufbahn zuerst als Referent der Apostolischen Signatur, dann als Apostolischer Protonotar und Kanoniker von Bologna begann. Am 4. Juli 1665 wurde er zum Titularerzbischof von Theben ernannt und am 2. August von Kardinal Girolamo Boncompagni geweiht. Gleichzeitig wurde er zum apostolischen Nuntius des Herzogtums Savoyen ernannt, nachdem er die Regierungsämter in Fano, Montalto, Ascoli, Campagna und Marittima, Urbino und schließlich Perugia bekleidet hatte.
Er wurde auf Vorschlag des französischen Botschafters in Turin, Abel Servien, von Papst Clemens IX. mit Zustimmung von Ludwig XIV. zum apostolischen Nuntius in Paris gewählt und von Hugues de Lyonne beraten. Bargellinis Aufgabe war es, zwischen dem Heiligen Stuhl und den vom König ernannten jansenistischen Bischöfen, eine Lösung zu finden. Ludwig XIV. stellte sich ihm entgegen, als er kanonische Informationen über die Bischöfe sammelte, die für die jeweiligen Diözesen ernannt wurden.
Clemens IX., der mit den erreichten Lösungen, die nur den französischen Bischöfen zugutekamen, nicht zufrieden war, enthob ihn von seinem Posten. Er versetzte ihn in die Gesandtschaft von Avignon, wo er zwanzig Jahre lang blieb und vom Heiligen Stuhl ignoriert wurde. Ludwig XIV. akzeptierte die späteren Ernennungen in die Nuntiatur nicht, sondern zog Bargellini vor, dem er seine Unterstützung zusagte.
Nach Rom zurückgerufen, wurde ihm die Ernennung zum Kardinal verweigert, die den Nuntiaturen von Paris immer zugesagt wurden, und er zog die Ernennung zum Patriarchen von Jerusalem vor.